# Essert-Romand
Essert-Romand là một xã trong tỉnh Haute-Savoie thuộc vùng Rhône-Alpes đông nam Pháp.